# 유비키

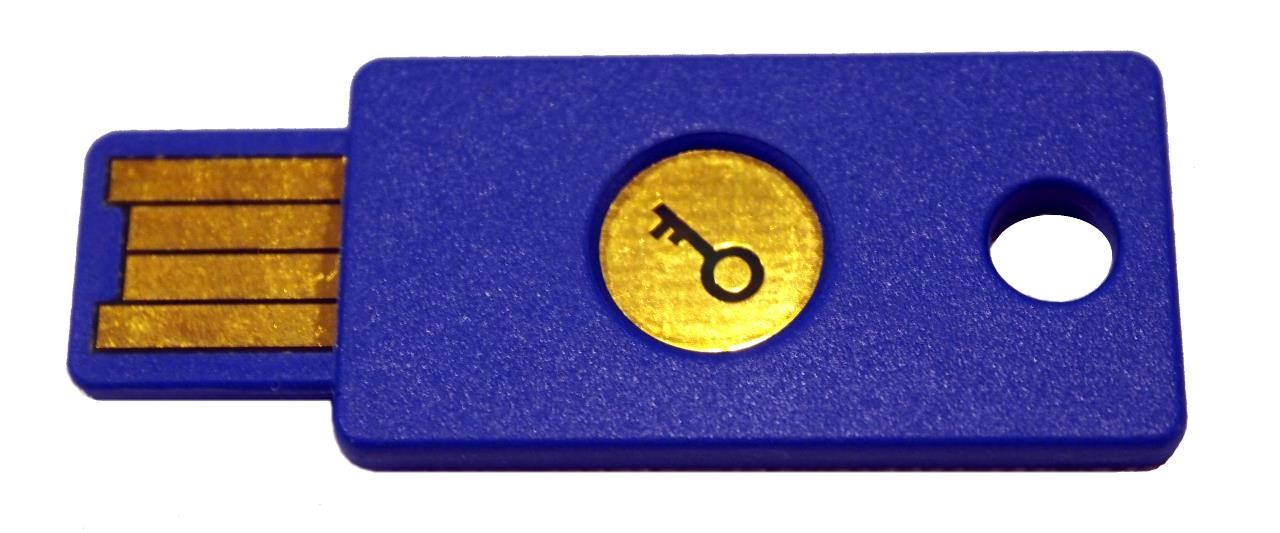
2014년 FIDO 표준 방식의 최초의 유비키 USB 토큰

유비키(YubiKey)는 일회용 비밀번호(OTP), 공개 키 암호 방식 및 인증, U2F(Universal 2nd Factor) 및 FIDO2 프로토콜을 지원하는 컴퓨터, 네트워크 및 온라인 서비스에 대한 액세스를 보호하기 위해 유비코(Yubico)에서 제조한 하드웨어 인증 장치이다. FIDO 얼라이언스에서 개발했다. 이를 통해 사용자는 일회용 비밀번호를 생성하거나 장치에서 생성된 FIDO 기반 공개/개인 키 쌍을 사용하여 계정에 안전하게 로그인할 수 있다. 유비키를 사용하면 일회용 비밀번호를 지원하지 않는 사이트에서 사용할 정적 비밀번호를 저장할 수도 있다. 구글, 아마존, 마이크로소프트, 트위터 및 페이스북은 유비키 장치를 사용하여 직원 계정과 최종 사용자 계정을 보호한다. 일부 비밀번호 관리자는 유비키를 지원한다. 유비코는 FIDO2/WebAuthn 및 FIDO/U2F만 지원하는 유사한 저가 장치인 보안 키도 제조한다.
유비키는 HMAC 기반 일회용 비밀번호 알고리즘(HOTP)과 시간 기반 일회용 비밀번호 알고리즘(TOTP)을 구현하며 USB HID 프로토콜을 통해 일회용 비밀번호를 전달하는 키보드로 자신을 식별한다. 유비키는 1024, 2048, 3072 및 4096비트 RSA(2048비트를 초과하는 키 크기의 경우 GnuPG 버전 2.0 이상이 필요함) 및 타원 곡선 암호화(ECC) p256, p384 등을 사용하여 OpenPGP 카드로 표시될 수도 있다. 버전에 따라 사용자는 개인 키를 외부에 노출하지 않고도 메시지에 서명, 암호화 및 해독할 수 있다. PIV 스마트 카드를 에뮬레이트하기 위한 PKCS#11 표준도 지원된다. 이 기능을 사용하면 도커 이미지의 코드 서명은 물론 마이크로소프트 액티브 디렉터리(Microsoft Active Directory) 및 SSH에 대한 인증서 기반 인증도 가능하다.
CEO인 스티나 에렌스베르드(Stina Ehrensvärd)가 2007년에 설립한 유비코는 팰로앨토, 시애틀 및 스톡홀름에 지사를 두고 있는 민간 기업이다. 유비코의 CTO인 야콥 에렌스베르드(Jakob Ehrensvärd)는 U2F(Universal 2nd Factor)로 알려진 최초의 강력한 인증 사양의 주요 작성자이다.
유비키는 2018년에 FIDO2에 대한 지원을 추가하는 유비키 5 시리즈를 출시했다.

## ModHex
일회성 비밀번호 및 저장된 정적 비밀번호에 사용될 때 유비키는 시스템 키보드 설정과 최대한 독립적이도록 수정된 16진수 알파벳을 사용하여 문자를 생성한다. 이 알파벳은 ModHex라고 하며 16진수 "0123456789abcdef"에 해당하는 "cbdefghijklnrtuv" 문자로 구성된다.
유비키는 USB HID 모드에서 원시 키보드 스캔 코드를 사용하므로 드보락 자판과 같이 다른 키보드 레이아웃으로 설정된 컴퓨터에서 장치를 사용할 때 문제가 발생할 수 있다. ModHex는 서로 다른 키보드 레이아웃 간의 충돌을 피하기 위해 만들어졌다. 대부분의 라틴 알파벳 키보드에서 같은 위치에 있는 문자만 사용하지만 여전히 16자이므로 16진수 대신 사용할 수 있다. 또는 일회용 암호를 사용할 때 운영 체제 기능을 사용하여 일시적으로 표준 미국 키보드 레이아웃(또는 유사)으로 전환함으로써 이 문제를 해결할 수 있다. 그러나 YubiKey Neo 및 이후 장치는 ModHex 문자 집합과 호환되지 않는 레이아웃과 일치하도록 대체 스캔 코드로 구성할 수 있다.
이 문제는 키보드 입력을 에뮬레이트해야 하는 HID 모드의 유비키 제품에만 적용된다. 유비키 제품의 U2F 인증은 키보드 스캔 코드 대신 원시 바이너리 메시지를 보내고 받는 대체 U2FHID 프로토콜을 사용하여 이 문제를 우회한다. CCID 모드는 HID 프로토콜을 전혀 사용하지 않는 스마트 카드 리더 역할을 한다.

## 같이 보기
- FIDO 얼라이언스